# 윤석민 (1938년)
윤석민(尹錫民, 1938년 9월 4일~2023년 6월 27일)은 대한민국의 기업인, 정치인이다. 박정희 전 대통령의 처조카 사위이기도 하다.
서주산업 등의 기업을 경영하였으며, 공기업이던 대한해운공사를 인수하여 대한선주 회장을 지냈다. 1981년에는 한국국민당 공천으로 제11대 국회의원에 당선되기도 하였다.
1987년 해운합리화 조치에 따라 대한선주를 한진해운에 매각하였다. 그 후 제5공화국 비리가 불거지자 전두환 전 대통령에게 미움을 받아 기업을 빼앗겼다고 주장하면서 소송을 제기하였으나 법원에서 그러한 주장은 받아들여지지 않았고, 오히려 업무상 횡령 및 외환관리법위반 혐의가 드러나 4년여간 도피생활을 하였다.
1996년 신한국당 공천으로 청주 흥덕 선거구에서 제15대 국회의원에 출마하였으나 낙선하였고, 법정관리 중이던 서주산업 명의로 불법 융통어음을 발행해 3백20여억원을 가로챈 혐의로 구속 기소되어 1997년 대법원에서 징역 2년형이 확정되었다.

## 역대 선거 결과
|  | 23.73% |

|  | 35.29% |

|  | 20.97% |

## 가족 관계
- 배우자: 홍재희
  - 슬하: 윤성주, 윤성택